# Mostri contro alieni - Zucche mutanti venute dallo spazio
Mostri contro alieni - Zucche mutanti venute dallo spazio (Monsters vs. Aliens: Mutant Pumpkins from Outer Space) è un cortometraggio d'animazione del 2009 diretto da Peter Ramsey e realizzato come speciale televisivo di Halloween, sequel del film Mostri contro alieni. È stato prodotto dalla DreamWorks Animation e trasmesso in anteprima in Irlanda su RTÉ One il 26 ottobre 2009, per poi essere trasmesso negli Stati Uniti dalla NBC il 28 ottobre 2009.

## Trama
Susan ed i suoi compagni mostri fanno ritorno a casa della ragazza a Modesto, in California, in tempo per festeggiare Halloween. La ragazza trascorre del tempo con i propri genitori, mentre gli altri mostri girano le case del vicinato con il tradizionale "Dolcetto o scherzetto?", raccogliendo un grande numero di dolci. Successivamente, viene rivelato che i mostri sono stati inviati in missione per distruggere delle zucche mutanti mimetizzate da Jack-o'-lantern. Quando esse iniziano a mangiare i dolcetti dei bambini per aumentare di dimensioni, i mostri ed i bambini scoprono che per sconfiggerle è sufficiente far mangiare loro talmente tanti dolcetti da farle scoppiare. Nel finale un po' della poltiglia delle zucche esplose finisce in una piantagione di carote, facendo nascere delle terribile carote mutanti.

## Cast
Originale
- Reese Witherspoon: Susan Murphy
- Hugh Laurie: Dr. Prof. Scarafaggio
- Seth Rogen: B.O.B.
- Will Arnett: Anello Mancante
- Kiefer Sutherland: Gen. Warren R. Monger
- Rainn Wilson: Gallaxhar

Italiano
- Myriam Catania: Susan Murphy
- Sergio Di Stefano: Dr. Prof. Scarafaggio
- Fabrizio Vidale: B.O.B.
- Gaetano Varcasia: Anello Mancante
- Marco Mete: Gen. Warren R. Monger
- Davide Lepore: Gallaxhar

## Sequel
Un sequel intitolato Night of the Living Carrots è stato pubblicato nel 2011 in due parti, distribuite esclusivamente sul servizio video dedicato al Nintendo 3DS. Si tratta di un sequel diretto in cui il dottor professor Scarafaggio tenta di sconfiggere le terribili carote zombie.